# Black Cube
Black Cube ( B.C. STRATEGY LTD) es una compañía privada de inteligencia corporativa, que se especializa en soluciones personalizadas para desafíos comerciales y de litigios complejos alrededor del mundo, con oficinas en Tel Aviv, Londres y Madrid. La empresa fue fundada en el año 2010 por Avi Yanus y Dan Zorella, dos ex oficiales de inteligencia israelíes, y emplea a veteranos de los servicios de inteligencia y seguridad del Estado de Israel, incluyendo ex oficiales de alto rango. La empresa se especializa en ofrecer servicios de investigación, enfocándose principalmente en litigios complejos entre entidades empresariales multinacionales, proveyendo inteligencia, pruebas y servicios de consultoría en casos jurídicos y criminales en diversas jurisdicciones.
La empresa lleva a cabo investigaciones meticulosas y obtiene inteligencia que es utilizada en disputas legales tanto dentro como fuera de los tribunales. Black Cube ha estado involucrada en casos donde agentes de la empresa utilizan ardides elaborados, incluyendo empresas pantalla y agentes que fingen ser ejecutivos, para desenterrar secretos o extraer información. Sus clientes son multinacionales, magnates y, también bufetes de abogados.
Las capacidades Humint de Black Cube han demostrado ser una forma efectiva de exponer fraudes, sobornos, lavado de dinero y corrupción. La compañía descubrió corrupción de alto nivel en Italia, Panamá y México.
La especialización de Black Cube en el rastreo de activos llevó al descubrimiento y a las ubicaciones de activos ocultos valorados en miles de millones de euros, como en los casos de quiebra de Motti Zisser y Eliezer Fishman.

## Vincent Tchenguiz
En 2011 Black Cube fue contratada por el magnate inmobiliario Vincent Tchenguiz para asistirlo en un caso relacionado con la Oficina de Fraudes Graves de Gran Bretaña (Serious Fraud Office o SFO por sus siglas en inglés). Tchenguiz había sido investigado por las autoridades británicas bajo sospecha de estar vinculado con el fracaso de Kaupthing, uno de los bancos involucrados en el colapso del sistema financiero de Islandia en 2008. La investigación que realizó Black Cube derivó en la exoneración de Tchenguiz en 2012. La justicia británica obligó además al SFO a emitir una disculpa pública y a desembolsar más de £3 millones a Vincent Tchenguiz y a sus entidades comerciales.

## Microgil Agricultural Cooperative Society
En 2014 Black Cube ayudó a la compañía minera Microgil Agricultural Cooperative Society a ganar un litigio por $53 millones contra Caesarstone (NASDAQ:CSTE), una empresa israelí que fabrica superficies de cuarzo. Un agente de Black Cube registró a un empleado de Caesarstone contradiciendo las demandas legales de su empresa contra Microgil durante una excursión en bicicleta.

## AmTrust
En 2016 Black Cube expuso un caso de soborno y corrupción en Italia en una serie de arbitrajes entre la empresa aseguradora AmTrust (NASDAQ:AFSI) y un italiano llamado Antonio Somma, por un total de €2 mil millones. Somma fue grabado admitiendo a agentes encubiertos de Black Cube que podía controlar el proceso de arbitraje. Somma aseguró que tenía un arreglo con el jefe del panel arbitral para que este fallara a su favor, ofreciéndole a cambio el 10% del dinero que recibiría de AmTrust. La evidencia presentada por Black Cube posibilitó que las partes en litigio lleguen a un acuerdo por la suma total de €60 millones, en contraste con los €2 mil millones iniciales.

## Alstom y Afcon
En 2016 Black Cube fue contratada por la multinacional francesa Alstom (EPA:ALO) para asistirla en una disputa contra Israel Railways por una licitación para modernizar la red ferroviaria que había ganado la Sociedad Española de Montajes Industriales (SEMI - Grupo ACS). Alstom se vinculó con Black Cube para que investigue si existieron irregularidades durante el proceso de licitación. Subsecuentemente Black Cube presentó en tribunales judiciales grabaciones en donde funcionarios de Israel Railways discutían defectos que ocurrieron durante el llamado a licitación. A raíz de la presentación de la evidencia recopilada por Black Cube, en enero de 2018 la Corte Suprema de Israel expidió un acuerdo de compromiso que establece que las obras sobre la red ferroviaria serían divididas entre las compañías. El cliente de Black Cube recibió en lo sucesivo un contrato por 580 millones de shekels israelíes (cerca de €140 millones), pese a que originalmente habían perdido la licitación.  

## Banco Hapolim
Black Cube fue contratada por su especialidad en rastreo de activos y análisis de compañías en paraísos fiscales por el Banco Hapoalim (TASE: POLI) para rastrear los activos de Motti Zisser, quien tenía una deuda de gran envergadura con el banco. Black Cube proveyó inteligencia sobre diversos activos en Europa que fueron transferidos por el Sr. Zisser a su hijo David a través de una red sofisticada de empresas fantasma. Fueron hallados activos tales como cadenas de hoteles en Bruselas, un hotel y centro comercial en Ámsterdam, apartamentos en Estrasburgo y una compañía en Hong Kong, entre otros. Como resultado de la inteligencia recolectada por Black Cube, el Banco Hapoalim logró mediante una orden judicial el congelamiento de todas las compañías de la familia Zisser. Finalizado el proceso legal, las partes llegaron a un acuerdo en febrero de 2018, conforme al cual los herederos de Zisser le pagarían casi ILS 95 millones al Banco Hapoalim.

## Janio Lescure
En 2019, el diario El Mundo de España tuvo la primicia de que Black Cube descubrió otra vez prueba de sobornos y corrupción en Panamá, tal como lo había hecho previamente en Italia. Esta vez, los sobornos revelados fueron entre el abogado panameño Janio Lescure y varios jueces y magistrados del país, incluyendo al magistrado Oydén Ortega de la Corte Suprema de Justicia. Black Cube pudo obtener audios de Lescure admitiendo sus relaciones cercanas con jueces, oficiales estatales y mafiosos tanto como su habilidad de controlar veredictos judiciales, sortear inspecciones y evadir impuestos.

## Eliezer Fishman
En el mismo año, fue reportado que Black Cube expuso los activos ocultos de Eliezer Fishman, valorados en 100 millones de euros. Fishman, una vez considerado uno de los empresarios más rico de Israel, fue declarado en quiebra en 2016. Black Cube descubrió que Fishman tenía activos ocultos y propiedades en toda Europa, principalmente en Alemania, a través de entidades legales, fideicomisarios y representantes. Los hallazgos fueron basados en investigaciones de activos y reuniones clandestinas con el fideicomisario alemán de Fishman y otros asociados.

## Petróleos Mexicanos
Asimismo, en 2019, se ha dado a conocer que Black Cube grabó testimonios de sobornos y corrupción de altos funcionarios de Petróleos Mexicanos de México, conocido también como Pemex. Las grabaciones se adjuntaron a la demanda presentada en 2018 por Oro Negro, una compañía mexicana de perforación de yacimientos petrolíferos, alegando que Pemex llevó a la quiebra a Oro Negro cuando la compañía se negó a pagar sobornos. Las grabaciones de Black Cube evidencian la corrupción de larga data en la empresa estatal más grande de México, en todos los niveles de gestión, incluyendo el director general y el directorio de la empresa. Estas pruebas fueron también presentadas al Departamento de Justicia de los Estados Unidos en el marco de su investigación sobre Pemex.

## Isabel dos Santos
Los agentes de Black Cube, haciéndose pasar por inversionistas extranjeros, "grabaron a miembros de la élite política y empresarial de Angola, quienes revelaron la existencia de un grupo de trabajo del gobierno dedicado a atacar a Isabel dos Santos, utilizando recursos estatales, Dos Santos, una vez la mujer más rica de África e hija del expresidente José Eduardo dos Santos, tuvo cientos de millones de dólares en activos confiscados por el gobierno angoleño y se vio obligada a huir del país debido a las amenazas.

## Beny Steinmetz
En mayo de 2020, Black Cube presentó ante un tribunal de Nueva York, en nombre de Beny Steinmetz, pruebas de que la empresa brasileña Vale SA retuvo información crítica sobre una licencia minera en Guinea obtenida por Steinmetz. Durante cuatro meses de funcionamiento, Black Cube reunió grabaciones de altos ejecutivos de Vale. Los ejecutivos admitieron que asumieron que la licencia minera de Steinmetz emitida por el gobierno de Guinea se obtuvo ilegalmente cuando Vale firmó el contrato con Steinmetz, en contra de un laudo arbitral de US$ 1.800 millones a favor de Vale. Como resultado, Vale retiró su demanda contra Steinmetz buscando hacer cumplir la sentencia.

## Medista
En 2023, Black Cube fue contratada por una empresa de suministros médicos, Medista, para investigar la terminación prematura de su contrato con el Ministerio de Salud de Bélgica y descubrir evidencia de colusión entre sus competidores Movianto y el gobierno belga. Medista, alegando que fueron injustamente atacados, contrató a la firma de ex espías del Mossad para llevar a cabo una serie de reuniones secretas en un intento de recolectar evidencia para demostrar que los contratos se habían adjudicado ilegalmente a Movianto. Imágenes de video de las reuniones entre el funcionario de salud y los agentes de Black Cube, publicadas en los medios belgas, revelan cómo ella conspiró con sus competidores, Movianto, para asegurar contratos de la era del COVID por un valor de 50 millones de euros, emitidos por la administración belga.
Otro video grabado por Black Cube mostró a un gerente de Movianto presumir sobre haber ganado la licitación gracias a su “contacto personal con las personas a cargo”. Después de la publicación del video, se inició una investigación interna por parte de la Agencia Federal de Auditoría Interna de Bélgica sobre el proceso de licitación. La investigación encontró que el funcionario había realizado divulgaciones inapropiadas sobre el proceso de adjudicación y no protegió adecuadamente los secretos comerciales de Medista.

## Controversias
En Rumanía dos empleados israelíes de Black Cube fueron detenidos en 2016 por supuesta intimidación a la fiscal anticorrupción, Laura Koveci. En respuesta, en un comunicado difundido por la prensa, Black Cube afirmó que sus servicios habían sido contratados por agencias gubernamentales para investigar alegatos sobre supuestos actos de corrupción en el Gobierno rumano. Black Cube también desmintió que sus empleados hayan violado las leyes locales, sosteniendo que las acusaciones en su contra no tenían fundamento. De acuerdo con un funcionario diplomático israelí, el incidente no dañó las relaciones bilaterales entre Israel y Rumanía.
En noviembre de 2017 se dio a conocer que Black Cube trabajó para el productor cinematográfico Harvey Weinstein, a los efectos de investigar quién estaba detrás de la campaña negativa en su contra. De acuerdo con reportes de prensa, Black Cube montó un complejo operativo para recolectar inteligencia y anticipar cualquier agravio hacia Weinstein. Utilizando identidades falsas, sus agentes se encontraron con periodistas y actrices, particularmente con Rose McGowan, quien estaba escribiendo un libro sobre sus experiencias con el productor. Al producirse el escándalo, Black Cube aseguró no conocer el historial de Weinstein cuando aceptó vincularse con él.
En marzo de 2018 Chris Wylie, un ex empleado de la empresa Cambridge Analytica, aseguró que la firma había contratado los servicios de Black Cube para llevar a cabo investigaciones encubiertas en Nigeria. Black Cube emitió un comunicado negando cualquier relación con Cambridge Analytica. Un ejecutivo de Cambridge Analytica afirmó en un reporte presentado al parlamento británico que su empresa no colaboró con Black Cube. Poco después, Wylie testificó frente del Comité Judicial del Senado de los Estados Unidos, donde se retractó sus declaraciones anteriores y negó que Black Cube estuviera involucrado. El ex director general de Cambridge Analytica, Alexander Nix, también declaró ante el Parlamento británico y negó trabajar con Black Cube.
En mayo de 2018 reportes de prensa informaron que Black Cube habría estado involucrada en un caso de espionaje contra funcionarios del expresidente estadounidense Barack Obama que trabajaron en las negociaciones con Irán por su programa nuclear. Los empleados de la empresa israelí habrían espiado a Ben Rhodes, consejero para la seguridad nacional de Obama, y a Colin Kahl, vice asistente personal del expresidente. Según investigaciones periodísticas, Black Cube habría sido contactada por un cliente del sector privado. Por su parte, Black Cube desmintió rumores de trabajar con la administración del presidente Donald Trump, sus colaboradores, gente cercana a los anteriormente mencionados, ni tuvo conexión alguna con el Pacto Nuclear con Irán.

## Junta Internacional de Asesores
- Meir Dagan (fallecido): Exjefe del Mossad, presidente honorario del consejo.[2][20][48]
- Ephraim Halevy: Exjefe del Mossad.[48][49]
- Yohanan Danino: Comisario General Retirado - Policía Nacional Israelí.[48]
- Mayor General Giora Eiland: antiguo jefe del Consejo Nacional de Seguridad israelí, del Directorio de Operaciones de las Fuerzas de Defensa de Israel.[48]
- Asher Tishler: Presidente del College of Management Academic Studies.
- Brigadier General Mati Leshem: galardonado en 1997 con el Premio de las Fuerzas de Defensa de Israel.[48]
- Paul Reyniers: antiguo socio en PwC y autor de GARP (Generally Accepted Risk Principles).[48]
- Itiel Maayan: Miembro del Consejo Asesor de Clientes de Microsoft.[48]
- Teniente Coronel Golan Malka: exvicepresidente de marketing y desarrollo empresarial en NICE Systems.[48]